# Грибова, Любовь Степановна
Любовь Степановна Грибова (15 августа 1933, Большая Коча — 12 октября 1986, Сыктывкар, Коми АССР) — советская учёная-этнограф, исследовательница традиционной культуры коми; автор около 50 научных работ, из которых три монографии.

## Биография
Родилась 15 августа 1933 года в селе Большая Коча Кочёвского района Пермской области в семье врача.
Из-за частых переездов отца внутри района, она училась в Петуховской и Большекочинской школах, окончила Кочёвскую среднюю школу. По окончании в 1952 году Кудымкарского учительского института, работала преподавателем истории в селе Петухово Кочёвского района. Одновременно с педагогической деятельностью Грибова занималась сбором материалов по истории и фольклору коми-пермяков. В 1956 году она поступила на исторический факультет Московского государственного университета, где обучалась на кафедре этнографии по изучению истории и духовной культуры коми-пермяков.
В 1961 году, после окончания университета, была направлена на работу в отдел этнографии и археологии Коми филиала Академии наук СССР в городе Сыктывкаре на должность младшего научного сотрудника. С 1963 по 1968 годы обучалась в аспирантуре, где сформировался круг её научных интересов — генезис и стилистические особенности народного искусства финно-угорских народов. В этот же период вышли её первые научные публикации по фольклору и народному изобразительному искусству коми-пермяков. В 1969 году защитила диссертацию по теме «Исторические традиции в народном искусстве коми-пермяков». В 1975 году была избрана на должность старшего научного сотрудника и возглавила творческую лабораторию по изучению декоративно-прикладного искусства народов коми.
Провела экспедиционные поездки в Коми-Пермяцком округе, в Республике Коми и Архангельской области. В них ею собирались и фиксировались исторические сведения, описания обрядов и традиций, материалы устного и прикладного творчества народов. За этнографические исследования награждена серебряной медалью ВДНХ СССР.
Умерла 12 октября 1986 года.
В личном архивном фонде Л. С. Грибовой, хранящемся в Коми научном центре, находятся материалы по изобразительному искусству; родильной, свадебной, погребальной и календарной обрядности народов коми, по традиционной медицине; подборки метеорологических и семейных поверий и примет.

## Труды
Некоторые работы Л. С. Грибовой:
- Пермский звериный стиль. М., 1975.
- Декоративно-прикладное искусство народов коми. М., 1980.
- Лыдпасы — счетная графика коми // Традиции и новации в народной культуре коми. Сыктывкар, 1983.

Последняя крупная работа Л. С. Грибовой — альбом «Народное искусство коми», изданный в 1992 году уже после смерти автора, подготовленный к печати сотрудниками Республиканского краеведческого музея под руководством Э. А. Савельевой.